# Диџериду
Јидаки, мандапул или мако, познатији као диџериду, абориџински је музички инструмент традиционално прављен од суве гране дрвета природно издубљене радом термита. Сматра се да га није лако свирати, а производи необично гласно зујање.Звук му је ближи шумовима него тоновима. Свира се уз константно вибрирање уснама и захтева посебно,циркуларно дисање. У неким племенима се сматра светим мушким инструментом, и да зато жене не треба да га свирају. Модерни диџеридуи се могу правити од разних природних и вештачких материјала.